# جين آرثر
جان آرثر (بالإنجليزية: Jean Arthur) (مواليد 17 أكتوبر 1900 في بلاتسبورغ، نيويورك - الوفاة 19 يونيو 1991 في كاليفورنيا)، هي ممثلة أمريكية بدأت مسيرتها الفنية عام 1923. كانت من أشهر نجوم الأفلام في ثلاثينيات وأربعينيات القرن العشرون. كان لآرثر ثلاثة أفلام مُميزة مع الممثل فرانك كابرا وهي: السيد ديدز يذهب إلى المدينة (1936)، وفيلم لا يمكنك أن تأخذها معك (1938)، وفيلم السيد سميث يذهب إلى واشنطن (1939). آرثر رُشِحت لِجائزة الأوسكار لأفضل ممثلة سنة 1944 عن فيلم كلما زاد العدد زاد المرح.
وكان آخر أفلامها، فيلم شين مع جورج ستيفنز في عام 1953.

## حياتُها
ولِدت غلاديس جورجيانا غرين في مدينة بلاتسبورغ، لوالدين يَعتنِقان البروتستانتية وهما جوانا أوغوستا نيلسون وهوبير سيدني غرين. وكان جديها من جِهة الأم مُهاجرين من النرويج. واستقروا في الغرب الأمريكي. نشأت في مدينة وستبروك من (1908 - 1915)، وكان والِدِها يَعمل في ستوديوهات تصوير كمصور في مدينة بورتلاند.
كانت العائلة كثيرة التنقل حيثُ عاشت آرثر في كل من جاكسونفيل، وسكنيكتادي، وسارانك ليك كما عاش ايضاً في مانهاتن، جيثُ انتقالت العائلة إلى مدينة نيويورك في عام 1915، حيث انخفض تحصيل آرثر الدراسي في المدرسة الثانوية بسبب «تغير في الظروف العائلية».

## الوفاة
توفيت آرثر بسبب سكتة قلبية في 19 يونيو 1991. عن عُمر 90 عاماً، ولم تُقم لها أي مراسم جنائزية. وحرقت جُثتها ونثرت بقاياها قُبالة ساحل بوينت لوبوس، كاليفورنيا.

## وصلات خارجية
- جين آرثر على موقع IMDb (الإنجليزية)
- جين آرثر على موقع الموسوعة البريطانية (الإنجليزية)
- جين آرثر على موقع روتن توميتوز (الإنجليزية)
- جين آرثر على موقع ألو سيني (الفرنسية)
- جين آرثر على موقع تيرنر كلاسيك موفيز (الإنجليزية)
- جين آرثر على موقع أول موفي (الإنجليزية)
- جين آرثر على موقع قاعدة بيانات برودواي على الإنترنت (الإنجليزية)
- جين آرثر على موقع قاعدة بيانات الأفلام السويدية (السويدية)
- جين آرثر على موقع إن إن دي بي (الإنجليزية)
- جين آرثر على موقع قاعدة بيانات الفيلم (الإنجليزية)